# آشفورد
آشفورد (بالإنجليزية: Ashford)‏ هي مدينة أمريكية تقع في ولاية ألاباما.تبلغ مساحة هذه المدينة 15.8 (كم²)،ويبلغ عدد سكانها 2100 نسمة حسب إحصاء سنة 2010 م.تشير الإحصاءات بأن الكثافة السكانية في هذه المدينة تقدر بـ(117.3) نسمة/كم2.

## التركيبة السكانية
حدّد مكتب تعداد الولايات المتحدة بيانات التركيبة السكانية لآشفورد في تعداد الولايات المتحدة. في ما يلي، التركيبة السكانية حسب تعدادي 2000 و2010.

### تعداد عام 2000
بلغ عدد سكان آشفورد 1,853 نسمة بحسب تعداد عام 2000، وبلغ عدد الأسر 763 أسرة وعدد العائلات 527 عائلة مقيمة في البلدة. في حين سجلت الكثافة السكانية 115 نسمة لكل كيلومتر مربع (297.8/ميل2). وبلغ عدد الوحدات السكنية 877 وحدة بمتوسط كثافة قدره 54.4 لكل كيلومتر مربع (140.9/ميل2).
وتوزع التركيب العرقي للبلدة بنسبة 71.45% من البيض و27.52% من الأمريكيين الأفارقة و0.70% من الأمريكيين الأصليين و0.05% من الأمريكيين ذوي الأصول الآسيوية و0.27% من عرقين مختلطين أو أكثر و1.51% من الهسبانيون أو اللاتينيون من أي عرق.
بلغ عدد الأسر 763 أسرة كانت نسبة 34.2% منها لديها أطفال تحت سن الثامنة عشر تعيش معهم، وبلغت نسبة الأزواج القاطنين مع بعضهم البعض 52.3% من أصل المجموع الكلي للأسر، ونسبة 14% من الأسر كان لديها معيلات من الإناث دون وجود شريك، بينما كانت نسبة 2.8% من الأسر لديها معيلون من الذكور دون وجود شريكة وكانت نسبة 30.9% من غير العائلات. تألفت نسبة 29% من أصل جميع الأسر من عدة أفراد يعيشون في نفس المنزل ونسبة 16.8% كانت تتألف من شخص يعيش بمفرده يبلغ من العمر 65 عاماً أو أكثر. وبلغ متوسط حجم الأسرة المعيشية 2.43، أما متوسط حجم العائلات فبلغ 2.99.
بلغ العمر الوسطي للسكان 39.3 عاماً. وكانت نسبة 25.1% من القاطنين تحت سن الثامنة عشر، وكانت نسبة 7.1% بين الثامنة عشر والرابعة والعشرين عاماً، ونسبة 26.2% كانت واقعةً في الفئة العمرية ما بين الخامسة والعشرين والرابعة والأربعين عاماً، ونسبة 24.2% كانت ما بين الخامسة والأربعين والرابعة والستين، ونسبة 17.4% كانت ضمن فئة الخامسة والستين عاماً فما فوق. يوجد لكل 100 أنثى 83.5 ذكر، ويوجد لكل 100 أنثى في الثامنة عشر من عمرها فما فوق 76.8 ذكر.
بلغ متوسط دخل الأسرة في البلدة 29,444 دولارًا، أما متوسط دخل العائلة فبلغ 40,313 دولارًا. وكان متوسط دخل الذكور 30,167 دولارًا مقابل 22,286 دولارًا للإناث. وسجل دخل الفرد الخاص بالبلدة 15,135 دولارًا. وكانت نسبة 11.3% من العائلات ونسبة 16.9% من السكان تحت خط الفقر، وكان من هؤلاء نسبة 18.5% تحت سن الثامنة عشر ونسبة 27.7% في الخامسة والستين من العمر وما فوق.

### تعداد عام 2010
بلغ عدد سكان آشفورد 2,148 نسمة بحسب تعداد عام 2010، وبلغ عدد الأسر 867 أسرة وعدد العائلات 623 عائلة مقيمة في البلدة. في حين سجلت الكثافة السكانية 133.3 نسمة لكل كيلومتر مربع (345.2/ميل2). وبلغ عدد الوحدات السكنية 1,004 وحدة بمتوسط كثافة قدره 62.3 لكل كيلومتر مربع (161.4/ميل2).
وتوزع التركيب العرقي للبلدة بنسبة 78.96% من البيض و19.46% من الأمريكيين الأفارقة و0.19% من الأمريكيين الأصليين و0.23% من الأمريكيين ذوي الأصول الآسيوية و0.42% من الأعراق الأخرى و0.74% من عرقين مختلطين أو أكثر و0.79% من الهسبانيون أو اللاتينيون من أي عرق.
بلغ عدد الأسر 867 أسرة كانت نسبة 33.2% منها لديها أطفال تحت سن الثامنة عشر تعيش معهم، وبلغت نسبة الأزواج القاطنين مع بعضهم البعض 51.6% من أصل المجموع الكلي للأسر، ونسبة 14.4% من الأسر كان لديها معيلات من الإناث دون وجود شريك، بينما كانت نسبة 5.9% من الأسر لديها معيلون من الذكور دون وجود شريكة وكانت نسبة 28.1% من غير العائلات. تألفت نسبة 24.8% من أصل جميع الأسر من عدة أفراد يعيشون في نفس المنزل ونسبة 13.4% كانت تتألف من شخص يعيش بمفرده يبلغ من العمر 65 عاماً أو أكثر. وبلغ متوسط حجم الأسرة المعيشية 2.48، أما متوسط حجم العائلات فبلغ 2.94.
بلغ العمر الوسطي للسكان 41.2 عاماً. وكانت نسبة 23.7% من القاطنين تحت سن الثامنة عشر، وكانت نسبة 9% بين الثامنة عشر والرابعة والعشرين عاماً، ونسبة 21.7% كانت واقعةً في الفئة العمرية ما بين الخامسة والعشرين والرابعة والأربعين عاماً، ونسبة 28.2% كانت ما بين الخامسة والأربعين والرابعة والستين، ونسبة 17.4% كانت ضمن فئة الخامسة والستين عاماً فما فوق. وتوزع التركيب الجنسي للسكان بنسبة 47.7% ذكور و52.3% إناث.